# Véhicule de police

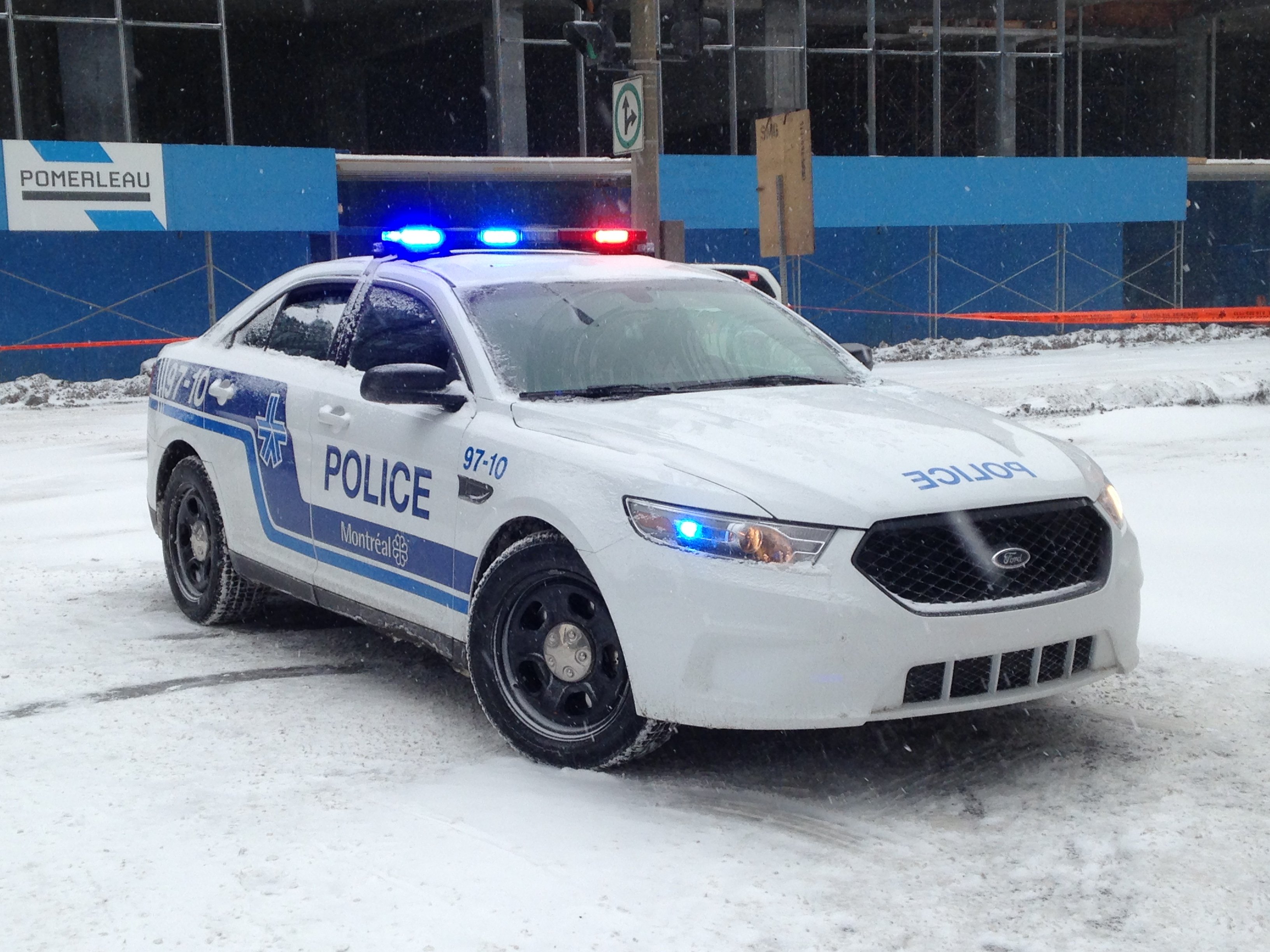
Une voiture du Service de police de la Ville de Montréal (Ford Taurus)

Un véhicule de police est un véhicule motorisé utilisé par les forces de police.
Un véhicule de police est un outil à disposition des policiers pour mener à bien leur mission de maintien de l'ordre public. Il peut leur servir à se déplacer, effectuer des patrouilles, poursuivre des fugitifs, transporter des détenus ou servir d'escorte. Certains véhicules sont utilisés pour des missions particulières (gestion du trafic, brigade canine, démineurs...).
Ces véhicules possèdent généralement une sérigraphie aux couleurs des forces de police mais certains sont banalisés pour des raisons de discrétion. La quasi-totalité possèdent des avertisseurs lumineux et sonores afin de pouvoir faciliter leur circulation lors de missions d'urgence.

## Historique
Le premier véhicule de police aurait été mis en service à Akron (Ohio) en 1899 et fonctionnait à l'électricité. Le premier conducteur de la voiture de patrouille de police était l'agent de police Louis Mueller. La voiture pouvait atteindre les 26 km/h et avait une autonomie de 48 kilomètres avant que sa batterie doive être rechargée. La voiture a été conçue par Frank Loomis.
Pour 2 400 $, le véhicule était équipé de lampes électriques et d'un brancard. La première mission à bord de la première voiture de police a été la constatation d'une ivresse publique et manifeste.

## Types

### Patrouille

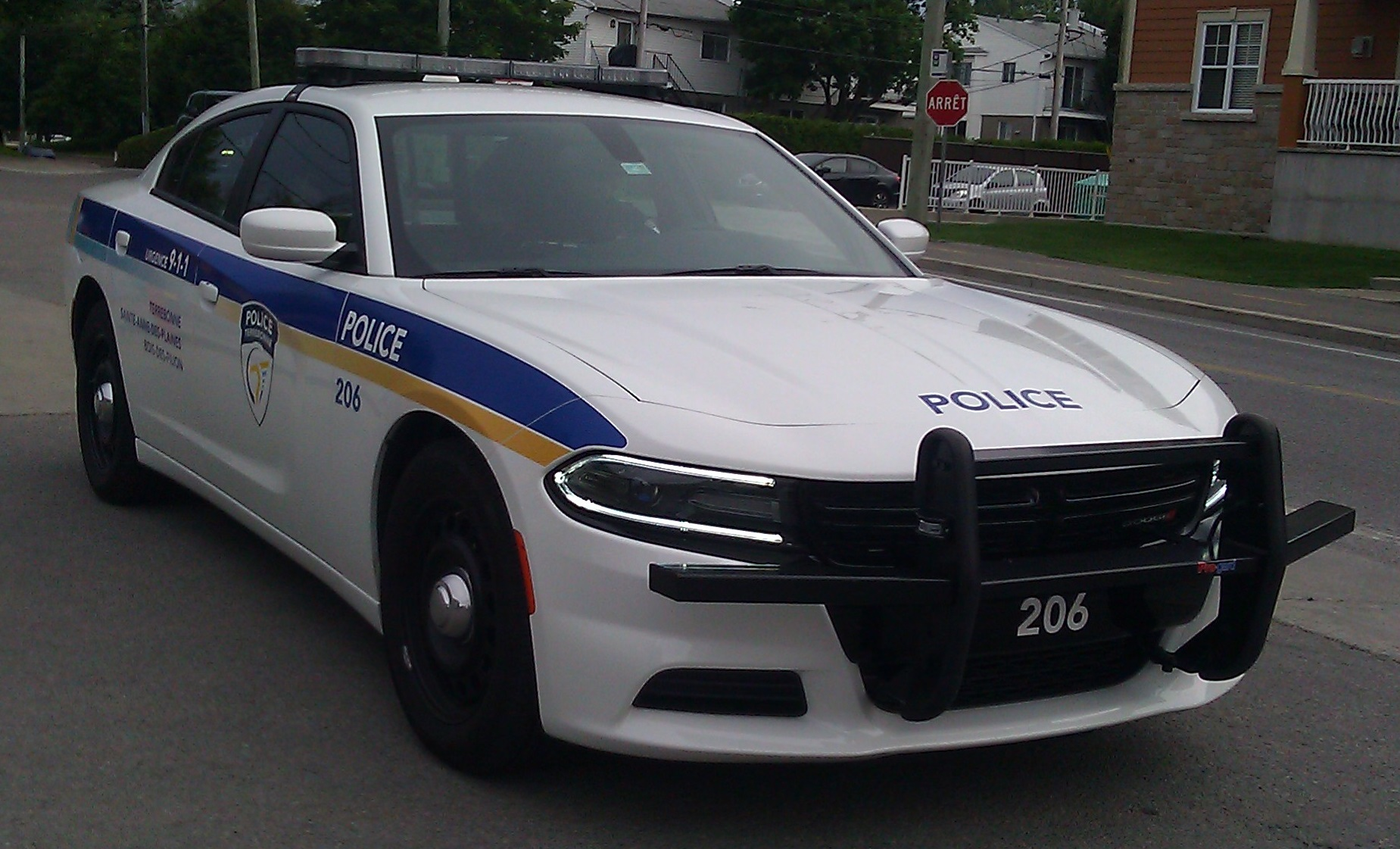
Voiture de patrouille de la police de Terrebonne au Canada (Dodge Charger 2015). Cette voiture de patrouille est équipée d'un pare-buffles.

Un véhicule de patrouille (parfois appelé auto-patrouille au Canada) est un véhicule standard utilisé pour la surveillance de la voie publique. Ces véhicules s'insèrent dans la circulation routière et ont pour fonction première d'être en mesure de répondre aux urgences.

### Banalisé

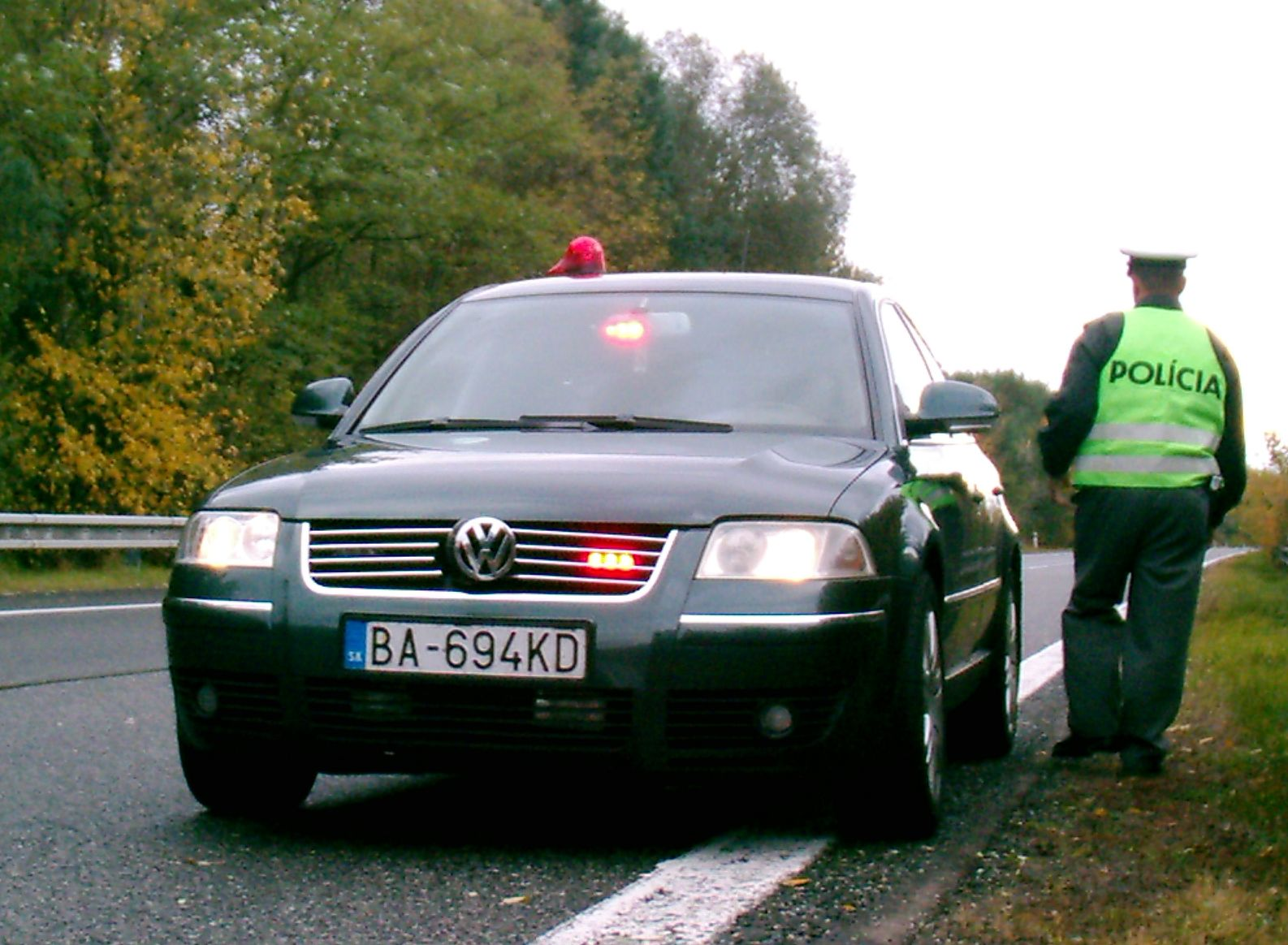
Véhicule banalisé de la police de Malacky en Slovaquie (Volkswagen Passat).

De nombreuses forces de police opèrent avec des voitures banalisées et ont l'avantage de ne pas être immédiatement reconnaissables.
Ces véhicules possèdent des avertisseurs lumineux et sonores dissimulés (généralement des feux à éclat à l'avant du véhicule, parfois à l'intérieur des optiques de phare (feux dits « de pénétration »), ou encore à l'arrière) et ne disposent généralement pas de la sérigraphie ordinaire des véhicules de police standards.
En France, plusieurs services de la Police nationale utilisent des véhicules banalisés. Parmi eux, la BAC, le SDLP et le GSPR utilisent essentiellement des véhicules banalisés.
Aux États-Unis, des voitures banalisées sont également utilisées par des agents du FBI et du Secret Service.
Au Canada, ce type de voiture est courant dans les services de police, ce type de voiture est idéal pour la filature ou pour tout simplement se fondre dans le décor. Il y a depuis quelques années des semi-banalisé qui ont fait leur apparition et qui sont uniques car les gyrophare sont souvent intégrés à l'intérieur de la voiture et la signalétique présente sur le véhicule est pratiquement transparente, en fait seul le matériel  réfléchissant est présent et ceux-ci sont surtout utilisés par les sections de sécurité routière.

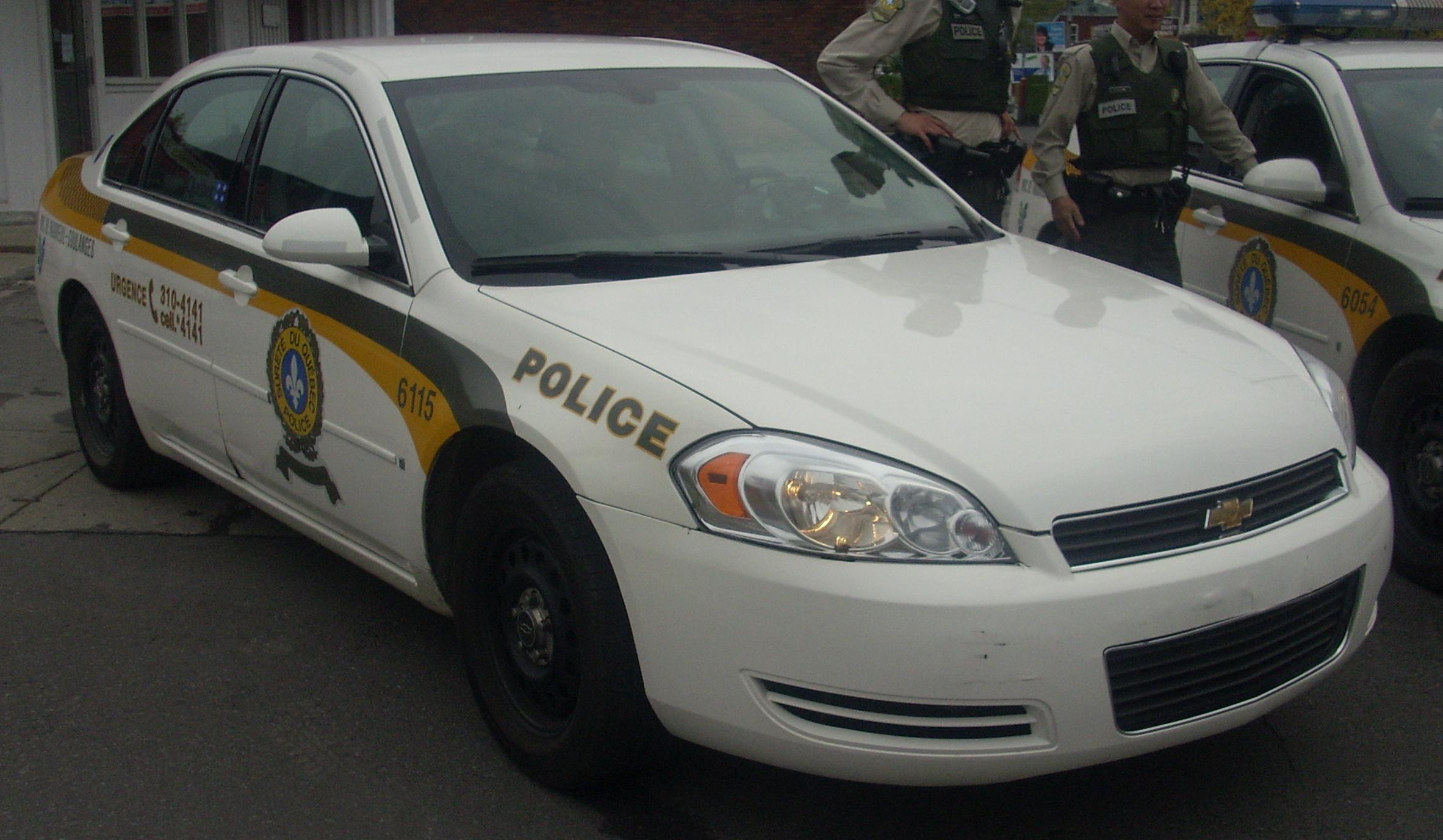
Chevrolet Impala de la Sûreté du Québec, la police provinciale du Québec au Canada. La voiture est semi-banalisée.

### Tout-terrain
Dans certains pays, les services de police utilisent des véhicules tout-terrain, des VUS et des pick-ups. Ces types de véhicule sont destinés à un usage hors route.

### Véhicule d'intervention
Le véhicule d'intervention est spécifique à des missions spécifiques, comme le traitement d'une scène d'accident de la route.

#### Unité canine
Ce type de voiture est utilisé pour le transport de chiens policiers. Les véhicules utilisés sont généralement des break ou camionnette, pour faciliter le transport de cages pour chiens.

## Équipements

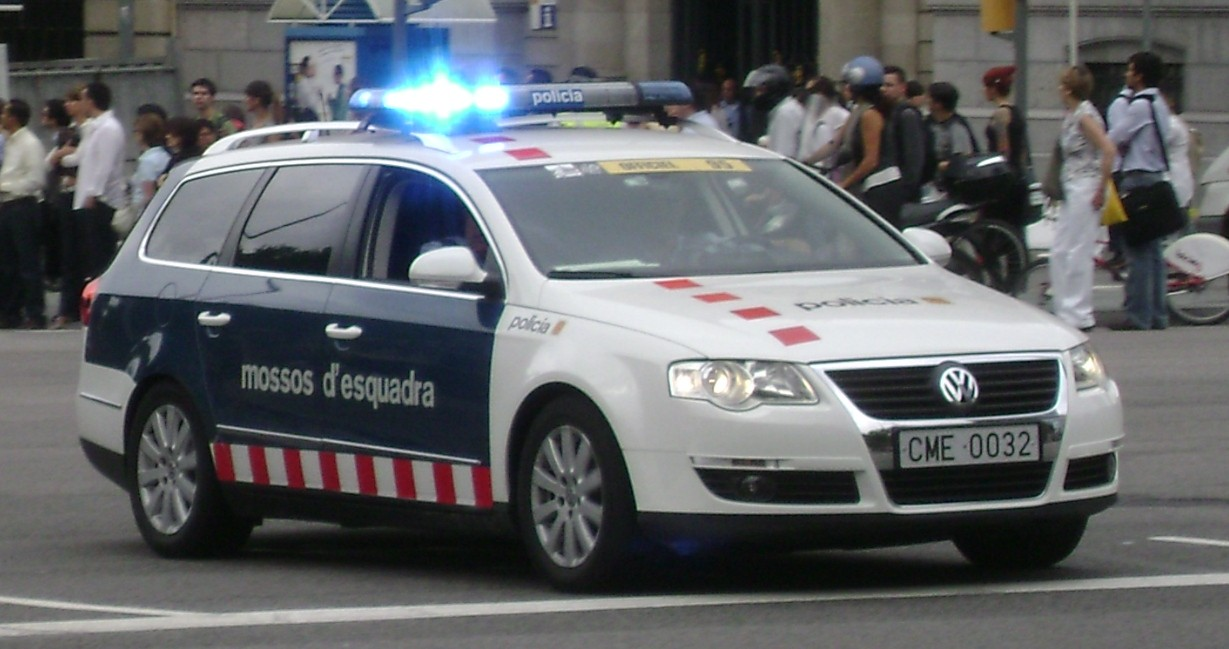
Équipement lumineux sur un véhicule des Mossos d'Esquadra en Catalogne (Espagne).

Les véhicules équipant la police sont généralement des modèles de voitures particulières.
Dans certains pays, les voitures subissent des modifications et des ajustements pour augmenter leur durabilité et leurs performances. Il est également possible d'améliorer le système électrique de la voiture pour permettre l'utilisation d'équipements électroniques supplémentaires. Ces ajouts d'équipements, la modification de la flotte pour des véhicules plus petits et les tâches variées du policier sont d'ailleurs l'objet de préoccupations de la part de certains corps policiers qui font appel à des ergonomes pour l'aménagement des véhicules,,,.
En Amérique du Nord, les constructeurs automobiles fournissent des véhicules spécialement conçus pour équiper les services de police. Les policiers conservent la possibilité d'ajouter leur propre matériel et de faire leurs propres modifications après l'achat d'un véhicule.

### Avertisseurs sonores
La plupart des voitures de police (banalisées ou non) possèdent des avertisseurs sonores, dits « sirènes » conçus pour alerter les usagers de la route de la présence d'un véhicule d'urgence.
Les premières sirènes étaient des cloches mécaniques, montés à l'avant ou sur le toit de la voiture. La plupart des véhicules modernes sont maintenant équipés de sirènes électroniques, qui peuvent produire différents sons.
En France, les véhicules sont équipés de sirènes dites « deux-tons » : alternance de deux notes en continu (ré-la, d'une demi-seconde chacune).
Dans les pays possédant plusieurs types de sirène sur un même véhicule, les policiers sont formés à leur utilisation selon les conditions de circulation et de la manœuvre effectuée. Par exemple, à l'approche d'un carrefour, le wail (sirène sinusoïdale) peut être utilisé, tandis que, dans un trafic important, le yelp (son accéléré du wail) est généralement utilisé.
Aux États-Unis et au Canada, une nouvelle technologie appelée rumbler a été développée et équipe peu à peu plus les véhicules de police. En complément de la sirène, un haut-parleur émet une importante vibration à basse fréquence.

### Avertisseurs lumineux

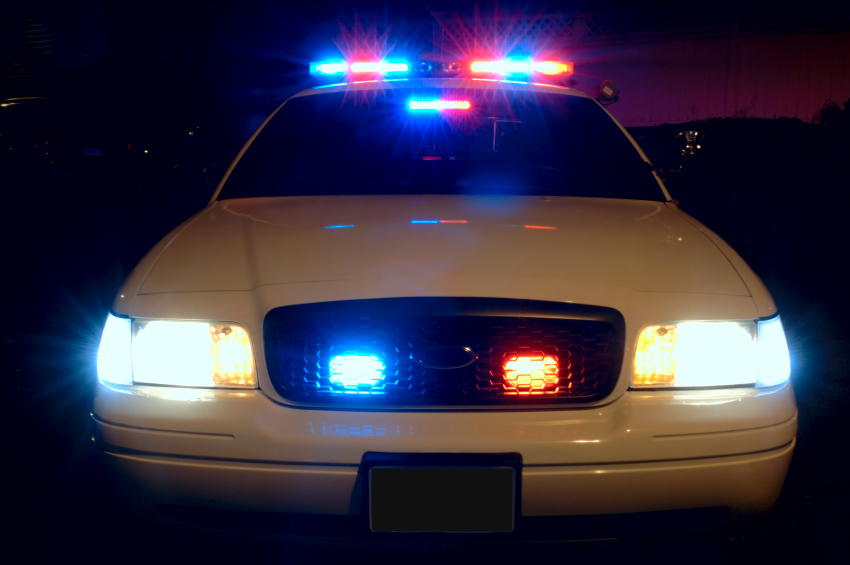
Équipements lumineux sur une Ford Crown Victoria Police Interceptor américaine.

En plus des avertisseurs sonores, les véhicules de police sont équipés d'avertisseurs lumineux. En France, les véhicules sont équipés de gyrophare (feux tournants) bleus.
Dans certains pays, il existe d'autres avertisseurs lumineux complémentaires :
- feux à éclat (flashs), pouvant être placés sur le toit ou à l'avant du véhicule, parfois à l'intérieur des optiques de phare (feux dits « de pénétration »), ou encore à l'arrière et sur les rétroviseurs ;
- appels de phare automatiques : les phares avant gauche et droit alternent feux de croisement/feux de route en opposition.

### Équipements additionnels

#### Lecteur de plaques d'immatriculation

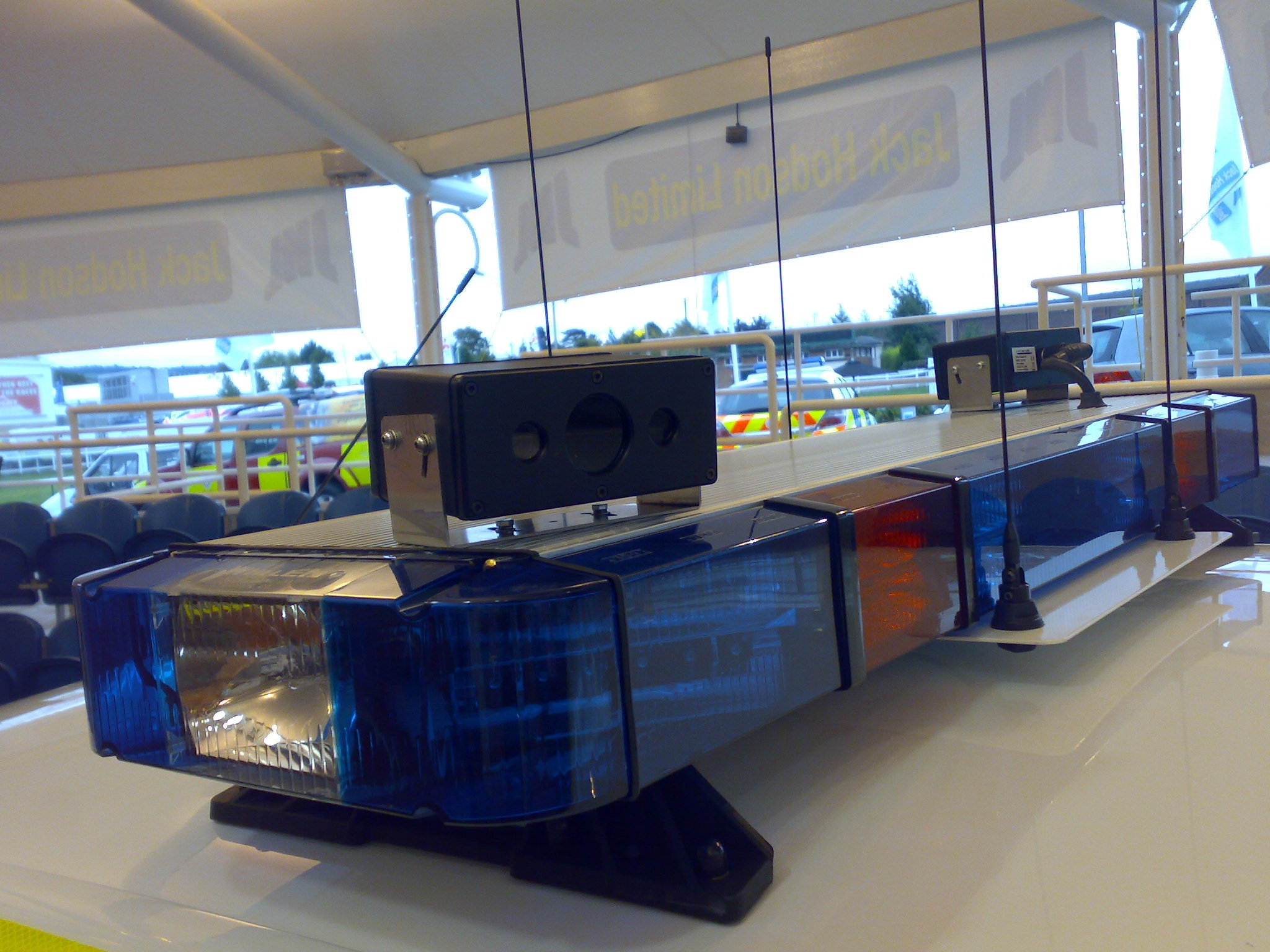
Système de lecture automatique de plaques minéralogiques sur une rampe lumineuse.

La lecture automatique de plaques minéralogiques (LAPI) est une méthode de surveillance de masse qui utilise la technique de la reconnaissance optique de caractères sur des images pour lire les plaques d'immatriculation de véhicules. En 2005, des systèmes peuvent lire environ une plaque minéralogique par seconde sur des voitures roulant jusqu'à 160 km/h.
La lecture automatique de plaques minéralogiques peut être utilisée aussi bien pour ficher les images capturées par les caméras que le texte de la plaque d'immatriculation, avec la possibilité de stocker une photographie du conducteur. Ces systèmes recourent largement au rayonnement infrarouge pour permettre à la caméra de photographier à toute heure du jour. Ils tendent aussi à être nationaux, à cause des différences de plaques entre les pays.

#### Grille de protection
Dans certains pays, notamment les États-Unis, les véhicules de police comportent une grille séparant les deux sièges avant et les sièges arrière. Ce type d'installation empêche tout contact entre le ou les passagers arrière et les agents installés à l'avant.